# Peter Ellis
Peter Ellis (Londra, 28 gennaio 1948 – Los Angeles, 24 aprile 2006) è stato un regista e sceneggiatore britannico.

## Biografia
Peter Ellis era fratello degli attori Robin Ellis e Jack Ellis. Ellis aiutò a sviluppare molti episodi televisivi. Egli cominciò la sua carriera con la regia di diversi episodi per varie serie televisive drammatiche in Inghilterra. Verso la fine degli anni ottanta si trasferì a Hollywood (California), dove restò per il resto della sua vita. Lavorando per produzioni negli Stati Uniti, in Canada, in Francia, in Nuova Zelanda e Spagna egli ha diretto molti episodi per HIghlander, Supernatural, Squadra emergenza, La regina di spade, Un detective in corsia, Falcon Crest e The Optimist per citarne alcune. Egli ha anche scritto sei episodi per The Optimist. L'episodio della seconda stagione di Supernatural intitolato Tutti amano i Clown è dedicato alla memoria di Ellis.

## Filmografia

### Cinema
- One of These Nights I Am Going to Get an Early Day - Cortometraggio (1981)
- The Rose Medallion (1981)
- Feelifax (1982)

### Televisione
- Premiere (1 episodio) (1978)
- ITV Playhouse (1 episodio) (1980)
- The Optimist (7 episodi) (1983) - Anche sceneggiatore
- Pull the Other One (6 episodi) (1984)
- Prospects (2 episodi) (1986)
- Call Me Mister (1 episodio) (1986)
- Top of the Hill (episodi sconosciuti) (1989)
- Un asso nella manica (2 episodi) (1989)
- Falcon Crest (6 episodi) (1989-1990)
- California (1 episodio) (1990)
- DEA (2 episodi) (1990-1991)
- Against the Law (2 episodi) (1991)
- Le inchieste di Padre Dowling (1 episodio) (1991)
- Due come noi (1 episodio) (1991)
- Matlock (1 episodio) (1991)
- The Secrets of Lake Success (1 episodio - Mini serie TV) (1993)
- Highlander (6 episodi) (1993-1994)
- Due poliziotti a Palm Beach (4 episodi) (1994-1996)
- Un detective in corsia (4 episodi) (1994-1996)
- Hercules (3 episodi) (1995-1996)
- Lois & Clark - Le nuove avventure di Superman (1 episodio) (1996)
- The Big Easy (4 episodi) (1997)
- Pensacola - Squadra speciale Top Gun (10 episodi) (1997-1999)
- Highlander: The Raven (1 episodio) (1998)
- Mortal Kombat: Conquest (1 episodio) (1999)
- I viaggiatori (2 episodi) (1999)
- La regina di spade (4 episodi) (2000-2001)
- Presidio Med (1 episodio) (2002)
- Squadra emergenza (5 episodi) (2002-2003)
- Tarzan (1 episodio) (2003)
- NCIS - Unità anticrimine (3 episodi) (2004)
- JAG - Avvocati in divisa (1 episodio) (2004)
- The Mountain (1 episodio) (2004)
- Eyes (1 episodio) (2005)
- Inconceivable (1 episodio) (2005)
- Criminal Minds (1 episodio) (2005)
- Supernatural (2 episodi) (2005-2006)
- Smallville (1 episodio) (2006)
- Numb3rs (1 episodio) (2006)